# Феджету (Вранча)
Феджету (рум. Făgetu) — село у повіті Вранча в Румунії. Входить до складу комуни Ністорешть.
Село розташоване на відстані 160 км на північ від Бухареста, 40 км на захід від Фокшан, 112 км на північний захід від Галаца, 86 км на схід від Брашова.

## Населення
За даними перепису населення 2002 року у селі проживали 173 особи, з них 172 особи (99,4%) румунів. Рідною мовою 172 особи (99,4%) назвали румунську.